# Georg Grotenfelt
Georg Erik Jan Grotenfelt, född 7 juni 1951 i Helsingfors, är en finländsk arkitekt och filmregissör.
Georg Grotenfelt utexaminerades 1980 från och blev 1985 assistent vid Tekniska högskolan i Helsingfors, där han från och med 2001 hade en treårig professur i träbyggnadskonst.
Grotenfelt har blivit känd för sitt engagemang för att uppliva och utveckla träarkitekturen och byggande i trä. Hans småhus, villor och bastur har blivit flitigt avbildade i inhemska och utländska publikationer. Han erhöll ett treårigt konstnärsstipendium av statens konstkommission 1994–1996.
Grotenfelt har även gjort sig känd som regissör av dokumentärfilm och har i anslutning till detta erhållit ett flertal stipendier och utmärkelser. Bland hans dokumentärfilmer kan nämnas tv-dokumentären Niemelä (1994), Viimeiset karjalaiset (1998), Hiljaisuuden lähteillä (2000) samt videofilmerna Sara (1994), Alvar Aalto in seven houses (1998) och 9 vision of Koli (1999).